# دويتشلاندزندا

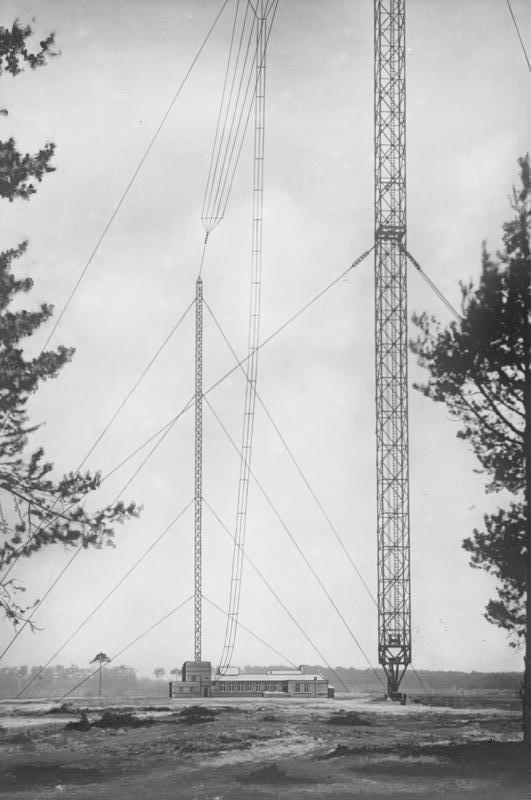
برج كونيغز فوسترهاوزن المركزي ، 1931

دويتشلاندزندا ( تُلفظ بالألمانية: [ˈdɔʏtʃlantˌzɛndɐ] ، راديو ألمانيا )، اختصار DLS أو DS ، كانت واحدة من أطول محطات البث الإذاعي في ألمانيا. تم استخدام الاسم بين عامي 1926 و1993 للإشارة إلى عدد من المحطات القوية المصممة لتحقيق تغطية لألمانيا بالكامل.

## التاريخ

### جمهورية فايمار وألمانيا النازية
كانت دويتشلاندزندا الأولى في البداية كان اسم جهاز إرسال قوي يقع في كونيغز فوسترهاوزن في براندنبورغ بالقرب من برلين، تم تشغيله في 7 يناير 1926. تم تشغيل المحطة من قبل شركة Deutsche Welle GmbH، وهي شركة تجارية – غير متصلة ببث الإذاعة الدولي المسمى اليوم – والتي تم إنشاؤها بواسطة شبكة رايخ-روندفونك جيسلشافت (RRG) لبرامج الترحيل على الصعيد الوطني من محطات البث الإقليمية التسع في ألمانيا.
خلال الحرب العالمية الثانية، تم استخدام اسم Deutschlandsender للإشارة إلى خدمة الموجات الطويلة التي غطت معظم ألمانيا (وفي الواقع أوروبا) بينما تم تحديد محطات الموجات المتوسطة الإقليمية عادة باسم Reichssender [...] باسم المدينة في أو بالقرب منها كانوا يقيمون.